# Francesco Monterisi
Francesco Monterisi (Barletta, 28 de maig de 1934) és un cardenal italià.

## Biografia
Va ser ordenat prevere el 16 de març de 1957 i incardinat a la diòcesi de Barletta.
El 24 de desembre de 1982 va ser nomenat arquebisbe titular d'Alba Marittima i pro-nunci apostòlic a Corea del Sud. Rebé l'ordenació episcopal el 6 de gener de 1983 de mans del Papa Joan Pau II, amb els cardenals Eduardo Martínez Somalo i Duraisamy Simon Lourdusamy servint com a coconsagradors.
L'11 de juny de 1993 va ser nomenat nunci apostòlic a Bòsnia i Hercegovina.
A la primavera de 1998 tornà a Roma per a ser nomenat secretari de la Congregació per als bisbes. Pel càrrec també ocupa el càrrec de secretari del Sacre Col·legi, en qualitat del qual participà sense dret a vot al conclave de 2005. Al 2009 va ser substituït pel bisbe Manuel Monteiro de Castro, fins llavors nunci apostòlic a Espanya i Andorra.
El 3 de juliol de 2009, per desig del Papa Benet XVI, va ser nomenat arxipreste de la Basílica Papal de Sant Pau Extramurs, succeint el cardenal Andrea Cordero Lanza di Montezemolo.
El 21 d'octubre de 2009 cessà com a secretari del Sacre Col·legi.
El Papa Benet XVI l'elevà al Col·legi de Cardenals, amb el títol de cardenal diaca de San Paolo alla Regola al consistori celebrat el 20 de novembre de 2010, prenent possessió del títol el 12 de febrer de 2011.
Monterisi és el primer purpurat originari de Barletta. Aquest fet històric va ser celebrat a la ciutat i a la diòcesi el 30 de desembre de 2010 en ocasió de les celebracions solemnes en honor de sant Roger, bisbe i patró de l'arxidiòcesi. L'arxidiòcesi de Trani-Barletta-Bisceglie el rebé davant la basílica cocatedral de Santa Maria Major de Barletta amb un Solemne Pontifical concelebrat amb el cardenal Salvatore De Giorgi, els bisbes de les diòcesis limítrofes i clergat diocesà.
El 23 de novembre de 2012 el Papa Benet XVI el rellevà com a arxipreste de Sant Pau Extramurs, nomenant a l'arquebisbe James Michael Harvey.
Participà amb dret a vot al conclave de 2013, que elegí al soli pontifici el Papa Francesc.
El 28 de maig de 2014 complí 80 anys i perdé el dret a participar en un futur conclave.